# Ceuthomantinae
A Ceuthomantinae a kétéltűek (Amphibia) osztályába, a békák (Anura) rendjébe és a Craugastoridae családjába tartozó alcsalád.

## Elterjedésük
Az alcsaládba tartozó nemek és fajok Közép- és Dél-Amerikában honosak.

## Rendszerezésük
Az alcsaládba tartozó nemek:
- Ceuthomantis Heinicke, Duellman, Trueb, Means, MacCulloch & Hedges, 2009
- Dischidodactylus Lynch, 1979
- Pristimantis Jiménez de la Espada, 1870
- Tachiramantis Heinicke, Barrio-Amorós & Hedges, 2015
- Yunganastes Padial, Castroviejo-Fisher, Köhler, Domic & De la Riva, 2007